# Scutum supershell
Lo Scutum supershell (traducibile come "Superbolla dello Scudo") è una grande superbolla visibile nella costellazione dello Scudo, generata probabilmente dall'azione combinata dell'esplosione di una o più supernovae e dal vento stellare di un gruppo di stelle massicce.
La cavità è costituita in prevalenza da idrogeno neutro (HI) e si estende per circa 5° di diametro in un punto situato a circa 6-7° dal piano galattico; attraverso la sua velocità radiale si è ottenuta una distanza di circa 3400 parsec (11100 anni luce), corrispondente a un diametro reale di circa 300 parsec. La superbolla risulta pertanto situata sul Braccio Scudo-Croce e presenta un'apertura alle latitudini galattiche più elevate, mentre un picco delle emissioni HI si presenta a circa 12° di latitudine galattica; il che è indicativo di un processo di espulsione di materia dal piano galattico verso l'alone. Le emissioni visibili nella banda dell'Hα e dei raggi X indicano che in questa regione sono presenti diversi fenomeni energetici, in grado di fornire la necessaria energia di ionizzazione.
In direzione di questa nube a latitudini galattiche elevate si trova la stella HD 177989, una gigante blu di classe spettrale B0III e magnitudine apparente 9,34 situata a circa 4900 parsec dal sistema solare, ovverosia a 4300 parsec dal centro galattico e a circa 1000 parsec di distanza dal piano galattico; la sua posizione risulta pertanto al di là rispetto alla nube associata allo Scutum supershell. Lo studio dello spettro di questa stella ha rilevato la presenza di un forte assorbimento da parte del gas ionizzato facente parte della nube espulsa dalla superbolla.